# علفزار نیمه‌طبیعی جلگه‌ای
علفزار نیمه‌طبیعی جلگه‌ای (به انگلیسی: Lowland semi-natural grassland) علفزاری است که کود یا علف‌کش قابل توجهی روی آن اعمال نشده است و در ارتفاع کمتر از ۳۵۰ متر وجود دارد. چنین علفزارهایی گاهی به عنوان چرا یا به عنوان غذای زمستانی برای دام مدیریت می‌شود - برش برای یونجه یا سیلو. آنها عموماً چمنزار یا چراگاه هستند. به دلیل مدیریت سنتی آنها، دارای تنوع بالایی از گونه‌های بومی کشور خاص هستند.